# Rosalba dissimilis
Rosalba dissimilis là một loài bọ cánh cứng trong họ Cerambycidae.